# Три сестры (сельское хозяйство)

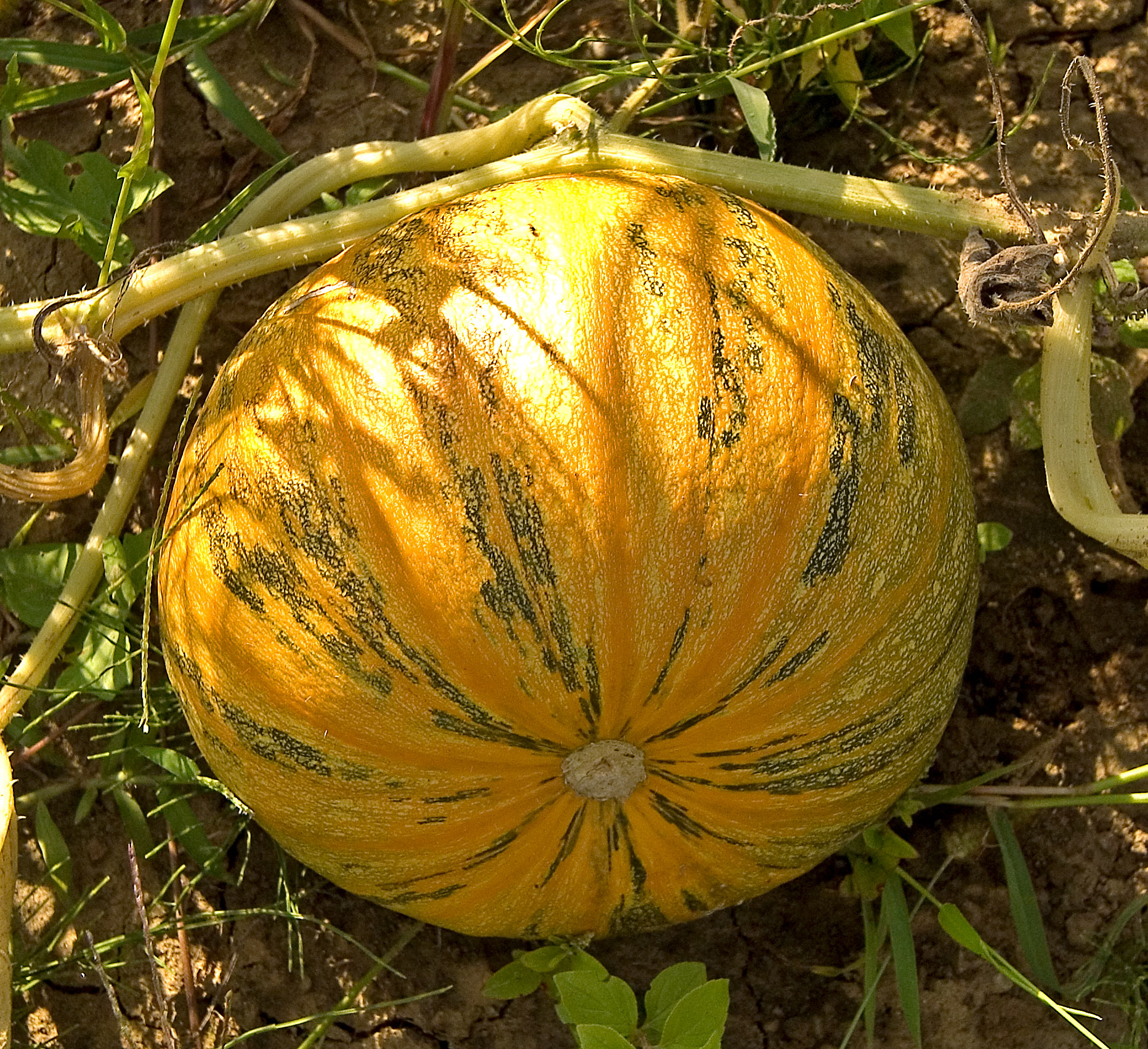
Тыква

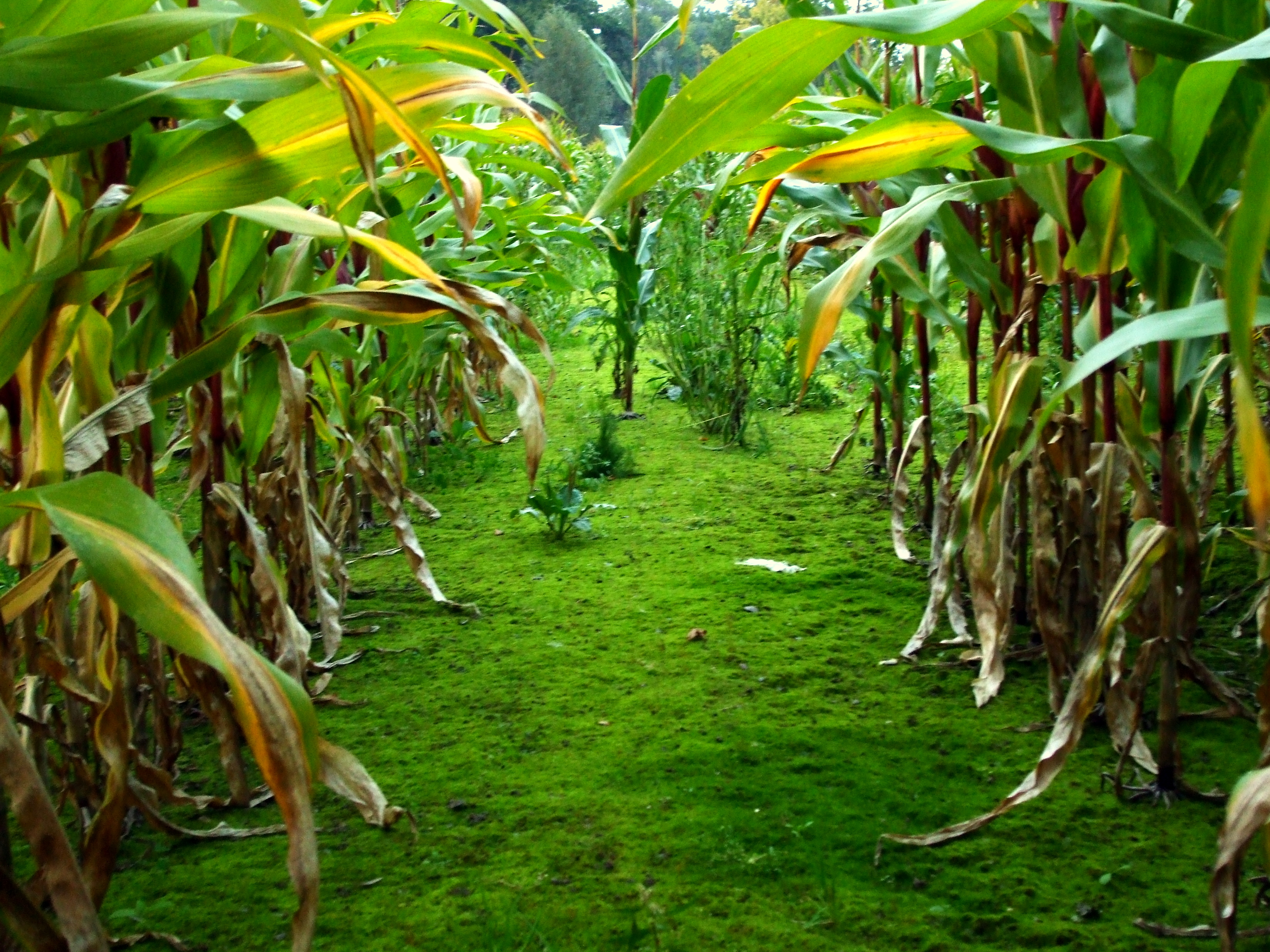
Кукуруза

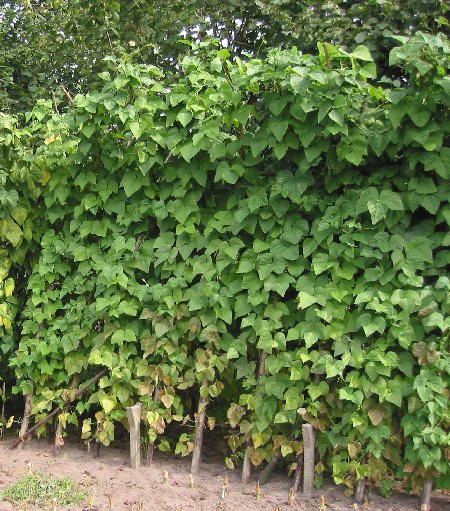
Фасоль

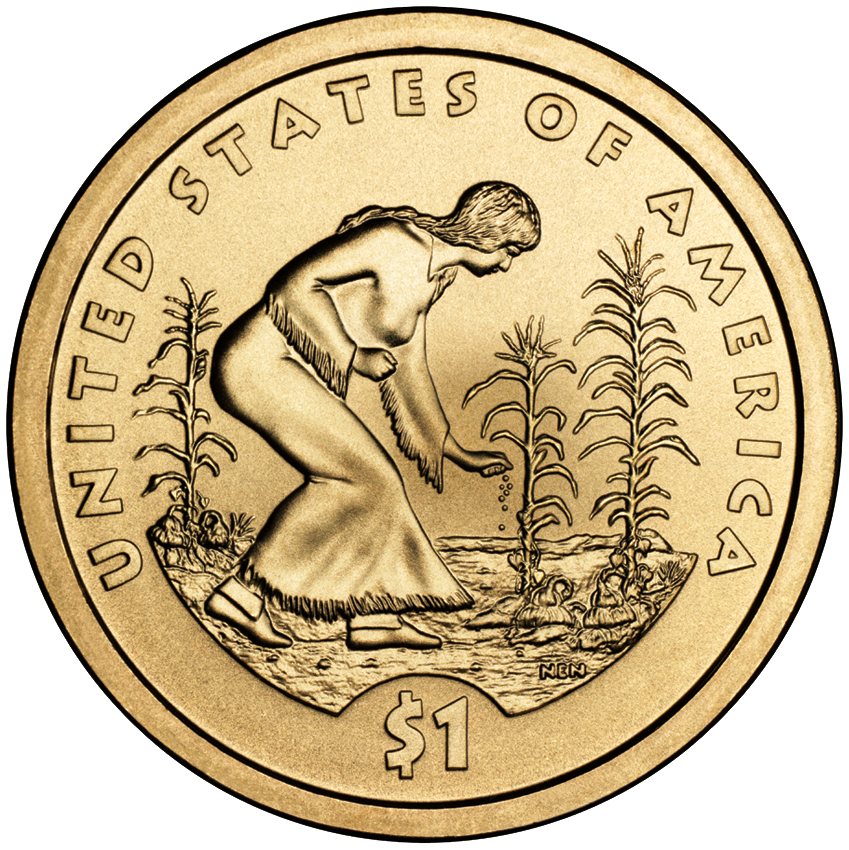
Реверс «доллара Сакагавеи» с 2009 г.: индианка выращивает «трёх сестёр».

«Три сестры» (англ. Three Sisters) — утвердившееся в этнографической литературе США название трёх основных сельскохозяйственных культур, использовавшихся практически всеми земледельческими индейскими народами, в особенности в Северной и Центральной Америке: тыква, кукуруза и вьющаяся фасоль.
В латиноамериканском сельском хозяйстве известен термин «мильпа» — это фермы, где в большом масштабе используется совместное культивирование трёх данных культур. «Три сестры» взаимно полезны друг для друга. Побеги фасоли могут виться по кукурузе, благодаря чему отпадает необходимость в шестах. Фасоль, как и все бобовые, обеспечивают наличие азота в почве, а тыква простирается по земле, загораживая её от солнечного света и не давая расти сорнякам. Более того, тыква обеспечивает естественное мульчирование почвы, создавая микроклимат, удерживающий влагу, а её покрытые шипиками стебли отпугивают вредных насекомых. В кукурузе отсутствуют аминокислоты лизин и триптофан, необходимые человеку для синтеза белков и ниацина, но фасоль содержат оба этих вещества и вместе с кукурузой обеспечивает сбалансированный рацион.
Выращивание «трёх сестёр» было распространено во многих доколумбовых культурах. Анасази смогли культивировать их даже в относительно засушливых условиях. Среди племён юго-запада, например, тева, известна «четвёртая сестра» — местная разновидность клеоме (Cleome serrulata), растущая в Скалистых горах. Это растение привлекает пчёл, опыляющих фасоль и тыкву.
Метод выращивания «трёх сестёр» изображён на реверсе выпуска 2009 года «доллара Сакагавеи».